# Кінець дитинства
«Кінець дитинства» (англ. Childhood's End) — науково-фантастичний роман Артура Кларка, опублікований у 1953 році. Перша з трьох частин роману перероблена з раннього оповідання автора «Янгол-охоронець» (англ. Guardian Angel, 1950). Книга про останнє покоління людей і про останню людину. Вона розповідає про те, як могутні і таємничі прибульці перегородили людям шлях до космосу, і про подальшу долю людства, про його призначення і місце у Всесвіті. У 1990 році Кларк переписав першу главу, наблизивши сюжет до сучасних реалій.
14 грудня 2015 року презентовано однойменний міні-серіал за цим твором.

## Сюжет
Роман хронологічно розділений на три частини, розповідь ведеться від третьої особи, без головного героя. Перед початком книги автор відразу уточнює, що висловлені в романі думки не збігаються з його точкою зору.

### Частина 1. Земля і Надволодарі
70-ті роки XX століття. Між США та СРСР розгортається космічна гонка, обидві наддержави майже готові відправити пілотований корабель до Місяця. Але саме в цей момент над найбільшими земними столицями з'являються величезні інопланетні кораблі. Через шість днів мовчання за всіма радіочастотами прибулець Кареллен оголосив, що він призначається опікуном Землі і повністю бере міжурядові відносини під свій контроль, щоб уникнути воєн і гноблення. Тому прибульців назвали Надволодарями, а в подальшому Карелл спілкувався з людьми через генсека ООН.
Незважаючи на зникнення загрози війни, серед землян виник опозиційний рух із незадоволених контролем Надволодарів і ослабленням суверенітету окремих держав, які протестують проти утворення Всесвітньої федерації. Особливу підозру викликає скритність Надволодарів, які не показують свій вигляд і навіть генеральний секретар ООН спілкується з опікуном на його кораблі через темний екран. Представники радикального крила опозиції викрадають генсека Стормгрена, однак Кареллен легко його визволяє. Але Стормгрен, хоч і підтримує Надволодарів, теж хоче знати, чому вони такі скритні. Тому він просить інженерів розробити спосіб побачити їх і на останній зустрічі з Карелленом на посаді генсека Стормгрену вдається підняти цю завісу таємниці. Проте побачене занадто вразило його, тому нікому з людей нічого не розповідає. Щоб трохи заспокоїти громадськість, опікун Кареллен обіцяє показатися людям коли вони до цього будуть готові — через 50 років після відставки Стормгрена.

### Частина 2. Золота доба
Пройшло 50 років. На підконтрольній Надволодарям Землі настала Золота доба: зникли війни та небезпечні хвороби, злиденність і дискримінація, все промислове виробництво було автоматизовано і кожна людина тепер могла зайнятися тією справою, яку найбільше любила. Присутність кораблів Надволодарів стало сприйматися як щось буденне, і Кареллен вперше показується людям. Надволодарі виявилися літаючими істотами, зовні схожі на диявола з авраамічних релігій, тому, побоюючись впливу забобонів, вони спочатку приховували свою зовнішність.
Володіючи величезними технічними знаннями, Надволодарі несподівано зацікавилися надприродними явищами, які зафіксувало людство за всю свою історію. Кареллен посилає одного з колег, Рашаверака, до власника найбільшої колекції відповідної літератури, Руперта Бойса. У цей час у Бойса проходить весільна вечірка, на якій присутні, зокрема, Джордж Грегсон з подругою Джин Моррел і новий шурин Бойса Ян Родрікс. Разом з Рупертом, Рашавераком та іншими гостями вони беруть участь у своєрідному спіритичному сеансі, під час якого Яну вдається дізнатися номер рідної зірки Надволодарів з зоряного каталогу, розкривши ще одну загадку прибульців.
Як невиправний романтик, Ян Родрікс дуже хоче вирушити до зірок, що неможливо зробити під контролем Надволодарів. Але знаючи, скільки буде тривати політ до системи Надволодарів зі швидкістю, близькою до швидкості світла з урахуванням релятивістського ефекту, він потай пробирається на вантажний зореліт, який відбуває з Землі. Кареллен, втім, про це дізнався і повідомив земну пресу, підкресливши, що це залишиться єдиним випадком, а взагалі зірки — не для людини.

### Частина 3. Останнє покоління
Отримавши завдяки Надволодарям безліч матеріальних благ, люди дещо втратили — ні до чого стало прагнути, нічого добиватися. Тому на двох віддалених островах була створена Колонія — куток незалежної культури, де люди частково поверталися до свого коріння, розвиваючи самобутню людську культуру. У Колонію переселилися Джордж і Джин, які незабаром після сеансу Бойса уклали шлюбний договір і виховували двох дітей — восьмирічного Джеффрі і маленьку Дженніфер. Вони ще не знали, що ці діти належать вже не їм…
Джеффрі почали снитися дивні сни, в яких він бував на різних, дивовижних планетах. А у Дженніфер взагалі почали з'являтися надприродні здібності типу телекінезу. У зв'язку з цим Карелл робить свою останню заяву всьому людству. Він пояснює мету Надволодарів на Землі, що вони просто безплідні акушери, які повинні простежити, щоб людство перейшло на чергову сходинку еволюції, позбулося фізичної оболонки і влилося в Надрозум — нематеріальну сутність, що постійно вбирає в себе нові розумні цивілізації з усіма знаннями. Всі діти молодше 10 років вже не є по суті людьми і далі самі про себе подбають, а роль людства на цьому закінчується. Люди повністю втрачають мету існування і людська цивілізація протягом лічених десятиліть гине.
Всі ці події Ян Родрікс пропускає, зате він єдиним з людей побував на дивовижній планеті Надволодарів. Але прийшов час повертатися, і через 80 років після відбуття Ян прибуває на Землю, постарівши лише на кілька місяців. Рідна планета виявляється занедбаною, залишилася лише база Надволодарів і останнє покоління, яке готується до злиття з Надрозумом. Нащадкам людей починає заважати все матеріальне, тому залишатися на планеті стає небезпечно для Надволодарів. Ян же залишається на Землі, щоб загинути разом з нею. Діти останнього покоління зливаються з Надрозумом, повністю знищуючи Землю, а Надволодарі відлітають, щоб продовжити службу невідомому хазяїну.

## Історія написання

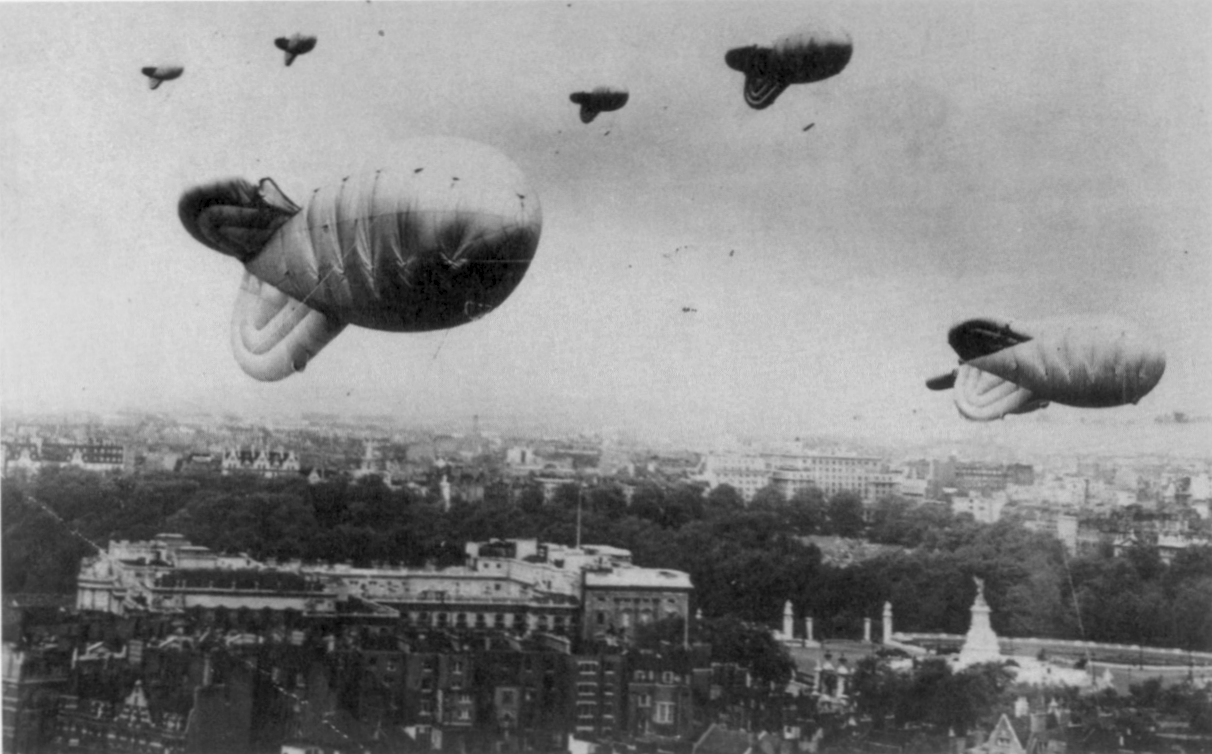
Загороджувальні аеростати над Лондоном під час Другої світової війни. Кларк спостерігав цю картину над містом 1941 року. Пізніше автор згадував, що його рання ідея для розповіді, можливо, виникла завдяки цій сцені, тільки гігантські аеростати перетворилися в кораблі прибульців.

Роман почав створюватися в липні 1946 року, коли Кларк написав оповідання «Янгол-охоронець», яке згодом стало першою частиною «Кінця дитинства». Зовнішній вигляд Надволодарів з'явився під впливом «The Mightiest Machine» Джона В. Кемпбелла, в якому був присутній один дьяволоподобний вид істот. «Янгол-охоронець» спочатку був відкинутий декількома редакторами, в тому числі Кемпбеллом. На прохання літературного агента Кларка (і без відома автора) оповідання було відредаговано Джеймсом Блішем, який переписав кінцівку. Версія Бліша була прийнята до публікації в квітні 1950 журналом Famous Fantastic Mysteries. Оригінальна версія Кларка була пізніше опублікована в журналі New Worlds. Останній варіант більше нагадує першу частину роману, «Земля і Надволодарі», ніж версія в редакції Бліша.
У лютому 1952 року Кларк почав роботу над перетворенням «Янгола-охоронця» в роман, завершивши перший варіант в грудні. На ключову ідею роману, можливо, вплинула відома робота Тейяра де Шардена «Феномен людини», що несе теогенетичну концепцію, згідно з якою людство володіє богостворюючою силою. Зав'язка нової книги набула іншого сенсу після того, як під час роботи над науково-популярною книгою «Дослідження космосу» (англ. The Exploration of Space, 1951) Кларк зацікавився ідеєю, що було б, якби якась зовнішня сила обмежила космічну експансію людства. У квітні 1953 року Кларк вирушив до Нью-Йорка разом з «Кінцем дитинства» та ще кількома новими роботами. Його агент переконав видавництво «Ballantine Books» прийняти цей роман разом з «Прелюдією до космосу» та збіркою оповідань «Урок історії». Але відразу ж видати роман завадило те, що Кларк написав дві різні кінцівки для нього, і остання глава «Кінця дитинства» все ще не була завершеною. Після Нью-Йорка письменник відвідав в Атланті свого друга Яна Маколея, який брав активну участь у боротьбі проти расової сегрегації в США. В Атланті і була завершена остання глава роману. Мабуть, спілкування з Маколеєм вплинуло на те, що останньою людиною на Землі і одним з важливих героїв Кларк зробив мулата Яна Родрікса.

## Відгуки та відзнаки
Книга часто вважається найкращим романом Кларка на думку читачів і критиків, а також «класикою літератури про прибульців». Роман був нагороджений у 2005 році Премією «Ґеффен», а також у числі номінантів на ретроспективну премію Г'юґо за 1954 рік, але поступився місцем «451 градусу за Фаренгейтом».
Канал Syfy
У 1985 році найавторитетнішим шотландським критиком-фантастикознавцем Дейвідом Прінґлом роман включено до переліку 100 найкращих англомовних науково-фантастичних романів за період з 1949 по 1984 рік.